# بترست
بترست أو باتييرس أو باتيرس ، هي ملكة أو زوجة ملك مصرية قديمة. عاشت خلال الأسرة الأولى.

## الاسم
قرأ عالم المصريات فلندرز بيتري الاسم على جزء حجر باليرمو الموجود في متحف القاهرة باعتبار أن أول رمزين منه جزء من لقب الملكة، وبالتالي نطقه ترست أو تارست  ، وقرأه هنري جوتييه تف تي إريست، وقرأه إدواردز وويلكينسون بات إري ست، وحالياً اسمها شائعاً ما ينطق بترست أو باتيرس.
و طبقاً لسيلك روث يعني الاسم «ليت باتا تتصرف بشكل إيجابي نحوها»، وهي تعتقد كذلك أن اسم الملكة مرتبط بالإلهة القديمة باتا (أو باتي) ، في حين ترجم ولينكسون الاسم كـ «الأمومة رفيقتها»، مشيراً لمنصب الملكة الأم التي تتبع زوجها أو رفيقها، وهو الملك دن أو عنجيب.

## الهوية
ويعتقد أن بترست كانت أماً للملك سمرخت، ويظهر اسمها في السطر الثالث على قطعة حجر القاهرة من حجر باليرمو C1، حيث تحمل لقب موت (بمعنى «الأم»). وذلك في حين أن هوية زوجها محل جدل. فالبعض يعتبر زوجها هو الملك دن. وإذا كان الأمر كذلك، فإن الملك عنجيب كان شقيق (نصف شقيق بوجه أدق) للملك سمرخت. في حين تقول نظرية أخرى أن بترست كانت زوجة للملك عنجيب الذي جلس على عرش مصر لفترة وجيزة.
و ربما تم نقش اسمها أيضا على لوحة وجدت في أبيدوس. اسم الشخص على اللوحة شملت علامة الكبش الهيروغليفية (التي تقرأ عادة «با») وعلامات «س» و «ر» واضحة. فإذا كان هذا النصب التذكاري ملكا للملكة بيترست، فإنه يحتفظ أيضا بجزء من لقب يحمل علامة حورس (الصقر)، والتي قد تكون جزءا من لقب «هي التي ترى حورس»، وهو لقب شائع للملكات في الدولة القديمة. ومع ذلك، تشير سيلكي روث وتوبي ويلكنسون كذلك، أن قراءة العلامة الهيروغليفية للكبش كانت مختلفة في أوقات مبكرة. لا تظهر القراءة «با» (بمعنى «الروح») قبل فترة المملكة القديمة، وخلال الأسرتين الأولتين تم قراءة علامة الكبش على أنها خنمو (الإله خنوم) أو سر (بمعنى «الخروف» أو «الكبش» أو «الجد الأكبر»). ويتم تعزيز هذه القراءة بوجود العلامة الهيروغليفية «س» على اللوحة. وخلاصة القول أن القراءة على اللوحة يجب أن تكون سيريت، وهو ما يعني «النعجة الأم» أو «هي المنسوبة للكبش». ويبدو أن كتبة عصر الرعامسة في وقت لاحق، الذين جمعوا حجر الحوليات المعروف بحجر باليرمو (وبالتالي نقشوا الحجر الموجود في القاهرة)، لم يكن لديهم معرفة بالقراءات القديمة لعلامة الكبش وببساطة قرأواها «با»، وغيروا سيريت إلى باتيرس.

## المقبرة
إذا كانت الملكة بترست هي نفس شخص السيدة سيريت من الأسرة، إذن فقد دفنت بترست في مقبرة الملك دن في أبيدوس. وقبرها يضم غرفة التي بنيت بشكل هيكلي في مدخل الغرفة الجنائزية الخاصة بالملك دن، وبالتالي فهي تابعة لمدفنه. ومن المثير للاهتمام، أن هناك غرفتين تطابق هذا الوصف، واحدة على الجانب الأيسر من المدخل والأخرى على اليمين. وتختلف الحجرتان في الحجم ولكنهما أكبر بشكل واضح من المقابر الفرعية العادية للخدم. وهذه الخصوصية تشير إلى الوضع المتميز الذي كانت للملكة بيترست/سيريت تتمتع به خلال عهد هذا الملك. والواقع أنه لم يسمح بدفن أحد بالقرب من الملك إلا الملكات والأمهات الملكيات. ولسوء الحظ لم يتم تحديد في أي من الغرفتين تم العثور على اللوحة المذكورة سابقاً.